# Südtiroler Bäuerinnenorganisation
Die Südtiroler Bäuerinnenorganisation (SBO) ist eine 1981 gegründete Teilorganisation des Südtiroler Bauernbundes mit Sitz in Bozen in der Provinz Südtirol, Italien. Nach eigenen Angaben ist sie mit über 16.700 Mitgliedern, 152 aktiven Ortsgruppen und über 1000 Funktionärinnen die größte Frauenorganisation in Südtirol (Stand Juni 2020).

## Geschichte
Ziel der Organisation ist es, speziell in wirtschaftlicher, kultureller und sozialer Hinsicht die Belange von Bäuerinnen und Frauen im bäuerlichen Umfeld zu fördern, zu unterstützen und gegenüber Dritten zu vertreten.
In dem Programm „Aus unserer Hand“ bietet die Organisation Produktvorstellungen, Catering (Buffets) und Kurse zu Kochen, Backen, Handarbeit, Dekoration, Kultur und Natur an.
Die 2006 von der Südtiroler Bäuerinnenorganisation gegründete Sozialgenossenschaft „Mit Bäuerinnen lernen – wachsen – leben“ bietet Kinder- und Seniorenbetreuung auf dem Bauernhof an.
Daneben sind „Schule am Bauernhof“ und seit 2009 eine ehrenamtliche Lebensberatung für bäuerliche Familien bei der Bäuerinnenorganisation angesiedelt.

## Landesbäuerinnenrat
Landesbäuerin seit März 2019:
- Antonia Egger Mair

Die Landesbäuerin vertritt die SBO nach außen und setzt sich für die Anliegen der Bäuerinnen im politischen, kulturellen und sozialen Bereich ein. Sie wird von zwei Stellvertreterinnen unterstützt.
Landesbäuerinnen-Stellvertreterinnen:
- Margit Gasser Rabensteiner
- Bettina Kofler Vieider

Die Stellvertreterinnen übernehmen die von vornherein festgelegten operativen Aufgaben, um die Landesbäuerin zu entlasten.
Sechs Bezirksbäuerinnen, seit März 2019:
- Veronika Mahlknecht Stampfer, Bezirk Bozen
- Irmgard Santer Testor, Bezirk Eisacktal - Wipptal
- Heidi Innerhofer Margesin, Bezirk Meran
- Renate Taschler Steinwandter, Bezirk Pustertal
- Siegried Stocker Lintner, Bezirk Unterland (seit 2023)
- Elisabeth Tappeiner, Bezirk Vinschgau (seit 2023)

Die Bezirksbäuerinnen sind das Bindeglied zwischen Land, Bezirk und Ortsgruppen und vertreten die Anliegen der Bäuerinnen in politischen Gremien.
Dem Landesbäuerinnenrat (kurz LBR) gehören zudem jeweils ein Vertreter der bäuerlichen Organisationen (Südtiroler Bauernbund, Südtiroler Bauernjugend, Seniorenvereinigung im Südtirol Bauernbund) sowie der Sozialgenossenschaft „Mit Bäuerinnen lernen-wachsen-leben“, die SBO-Landessekretärin und als politische Vertretung die Landesrätin Maria Kuenzer Hochgruber an.

## Bisherige Landesbäuerinnen
- Maria Leiner (1981–1994)
- Gretl Schweigkofler (1995–2002)
- Maria Kuenzer (2003–2011)
- Hiltraud Neuhauser (2011–2019)
- Antonia Egger Mair (seit 2019)

## Soziale Landwirtschaft
Die Südtiroler Bäuerinnenorganisation arbeitet mit Netzwerkpartnern im Bereich Soziale Landwirtschaft zusammen.
Die Soziale Landwirtschaft ist in Südtirol nicht neu: Es gibt bereits Angebote im pädagogischen Bereich. Die Südtiroler Bäuerinnenorganisation hat im Jahr 2006 mit der Gründung der Sozialgenossenschaft Mit Bäuerinnen lernen – wachsen – leben einen wichtigen Meilenstein gesetzt. Seit 2007 bietet sie Kinderbetreuung an und seit 2014 die Seniorenbetreuung. Schule am Bauernhof gibt es seit 2006, im selben Jahr wurde auch das Dienstleistungsportal der Südtiroler Bäuerinnenorganisation gegründet, deren Ziel die Wissensvermittlung und die Bewusstseinsbildung ist, beispielsweise als Bäuerinnen Botschafterinnen, als Bäuerinnen Referentinnen oder als Hof - und Gartenführerinnen.

## Lebensberatung für die Bäuerliche Familie
Die SBO gründete im Jahre 2009 die "Lebensberatung für die bäuerliche Familie". Ehrenamtlich tätige Frauen und Männer aus ganz Südtirol bieten den bäuerlichen Familien Gespräche an, wenn zum Beispiel Konflikte zwischen den Generationen das Zusammenleben erschweren, wenn die Hofübergabe ansteht, wenn sie sich überlastet oder überfordert fühlen. Sie hören zu und begleiten Bäuerinnen und Bauern auf schwierigen Wegen, damit Mensch und Hof weitergehen können.

## Schule am Bauernhof
Die Schüler verbringen ca. 3 Stunden auf einer zertifizierten Schule am Bauernhof Betrieb. Je nach Ausrichtung des Hofes backen die Kinder Brot, ernten Kartoffeln oder helfen beim Butter schlagen. Auf diese Weise lernen die Schüler die bäuerliche Arbeitswelt kennen, erleben und begreifen den Wert von Lebensmitteln. Kinder können beim Bauernhofbesuch hofeigene Produkte verkosten. Sie können Tiere auf dem Bauernhof erleben und dadurch viel über deren Verhalten erfahren.
Bäuerinnen-Dienstleisterinnen sind auch in den Schulen unterwegs, gemeinsam mit den Bäuerinnen lernen Schüler, wie man sich mithilfe regionaler Produkte ausgewogen ernährt. Den Kindern wird die Möglichkeit gegeben, Lebensmittel selber herzustellen und verschiedene Geschmacksrichtungen kennen zu lernen.
Kinder können im Rahmen der verschiedenen Projekte erfahren, dass es nicht immer viel braucht, um Wertvolles zu erhalten. Sie sollen lernen mit Respekt, Wertschätzung und Verantwortung gegenüber den Lebensmitteln umzugehen. Erleben, dass Gesundes auch sehr gut schmecken kann.

## Bäuerinnen-Dienstleisterinnen
Die Bäuerinnen-Dienstleisterinnen machen das Hobby zum (Neben-)Beruf. Das Wissen und Können auf unternehmerische Weise auf ihrem Hof sowie auch in den Schulen weitergeben. Alte Handarbeitstechniken, bäuerliche Rezepte und viele Kräuter und deren Wirkung pflegen.

### Kulinarik
Die Referentinnen für Koch- und Backkurse bieten Kochkurse mit saisonalen Rohprodukten an und veranstalten Backkurse wie z. B. Brot, Strudel, Germgebäck.
Die Botschafterinnen für bäuerliche Produkte geben ihr Wissen rund um die Rohstoffe, heimischen Lebensmitteln und veredelten Produkte weiter, wie Milch und Äpfel und vermitteln Wertschätzung gegenüber den regionalen Produkten.
Die Anbieterin für Bäuerinnen-Brotzeit: gsund und guat/ bäuerliches Buffet offeriert ein besonderes Catering: sie richtet nach Ihren Wünschen warme oder kalte Speisen, Häppchen, Fingerfood oder bäuerliche Schmankerl zu.

### Handarbeit und Dekoration
Die Referentinnen für Handarbeits- und Dekorationskurse zeigen traditionelle Handarbeitstechniken, z. B. Nähen, Spinnen, Stricken, Häkeln, Filzen, Töpfern, Flechten oder halten Dekorationskurse mit Naturmaterialien wie Kränze binden, Oster- und Weihnachtsschmuck, Blumengestecke, Heufiguren gestalten und vieles mehr.

### Kultur und Natur
Die Anbieterinnen für Hof- und Gartenführungen ermöglichen einen Einblick in den bäuerlichen Haus- und Kräutergarten. Die Bäuerinnen berichten über die Hofgeschichte, erzählen wissenswertes zur Südtiroler Geschichte und Brauchtum und bieten Führungen durch Stall, Hofkäserei, Hofladen oder durch die Kultur an. Sie teilen Informationen über alten Sorten, deren Vermehrung und Anbau, Kräuter und deren Anwendung. Kräuterworkshops und -vorträge werden von den Bäuerinnen auch bei den Interessierten vor Ort abgehalten.